# Чокрацька балка
Чокра́цька ба́лка (рос. Чокракская балка, Чокрак, Кезинская, также без назвы ) — маловодна балка в Україні у Ленінському районі Автономної Республіки Крим, на північному сході Керченського півострова, (басейн Чокрацького озера).

## Опис
Довжина балки 8,2 км, площа басейну водозбору 19,3 км. Формується декількома безіменними балками та лівою притокою балкою Кезинскою, яка лежить у колишньому селі Кези (рос. Красная Поляна (Ленинский район)) (до 1945 року Ке́зы; укр. Красна Поляна, крим. Kez, Кез).

## Розташування
Бере початок біля колишнього села Кучук-Тархан (рос. Кучук-Тархан, крим. Küçük Tarhan, Кучюк Тархан). Тече переважно на захід через колишнє село Біюк-Тархан і на південно-західній стороні від села Курортне (до 1948 — Мама, крим. Mama)  впадає в Чокрацьке озеро.

## Цікаві факти
- Гирло балки лежить на північних схилах гори Ташкалак (126,6 м)[5][6].
- У гирлі Кезинської балки є джерела мінеральної сірководневої води. У 1859 р. тут була відкрита Чокракська грязелікарня[3].